# コンタ (イタリア)
コンタ（イタリア語: Contà）は、イタリア共和国トレンティーノ＝アルト・アディジェ州トレント自治県にある、人口約1,400人の基礎自治体（コムーネ）。
2016年1月1日にクーネヴォ、フラヴォーンとテッレスが合併して発足した。

## 地理

### 位置・広がり

#### 隣接コムーネ
隣接するコムーネは以下の通り。
- デンノ
- ヴィッレ・ダナウニア (ナンノ、トゥエンノ)

## 行政

### 分離集落
コンタには、以下の分離集落（フラツィオーネ）がある。
- Cunevo, Flavon, Terres (sede comunale)